# ستيف مرسي
ستيف مرسي (بالإنجليزية: Steve Morse)‏ (و. 1954  م) هو عازف قيثارة، وملحن، وعازف قيثارة جاز أمريكي، ولد في هاملتن، أوهايو، وهو عضوٌ في ديب بيربل.

## التعليم
تعلم في جامعة ميامي.

## وصلات خارجية
- ستيف مرسي على موقع IMDb (الإنجليزية)
- ستيف مرسي على موقع ميوزك برينز (الإنجليزية)
- ستيف مرسي على موقع أول ميوزيك (الإنجليزية)
- ستيف مرسي على موقع ديسكوغز (الإنجليزية)
- ستيف مرسي على موقع قاعدة بيانات الفيلم (الإنجليزية)
- ستيف مرسي في قاعدة بيانات الأفلام على الإنترنت